# XXXIV Batallón de Fortaleza de la Luftwaffe
El XXXIV Batallón de Fortaleza de la Luftwaffe (XXXIV. Luftwaffen-Festungs-Bataillon) fue una unidad de la Luftwaffe durante la Segunda Guerra Mundial.

## Historia
Fue formado el 22 de septiembre de 1944 en Neubrandenburg, con 3 compañías. Para la formación se recurrió a personal de la Escuela de pilotos 41 en Fráncfort del Óder, Escuela de pilotos 22 en Lüben y III Batallón/2.ª Escuadrilla de Remolque de Blancos. Entró en acción en el Frente Occidental (VI Comando Administrativo Aéreo(?)). Se componía de: compañía de Plana Mayor con dos pelotones de telefonistas, dos pelotones de radiotelegrafistas, una unidad de transporte y una de intendencia.
- 1.ª Compañía de Fortaleza de la Luftwaffe
- 2.ª Compañía de Fortaleza de la Luftwaffe
- 3.ª Compañía de Fortaleza de la Luftwaffe
- 4.ª Compañía de Fortaleza de la Luftwaffe

Desde el 24 de septiembre de 1944 hasta el 5 de octubre de 1944, componentes del batallón fueron utilizados para reformar la 3.ª División de Paracaidistas en Oldenzaal, Bélgica. A mediados de octubre de 1944, se trasladó a los Países Bajos. El 20 de febrero de 1945 fue absorbido por la 3.ª División de Paracaidistas.